# 歸仁交流道
歸仁交流道為台灣台86線的交流道，位於台灣臺南市歸仁區，指標為16K，在1999年12月30日通車，可通往歸仁與關廟。
該交流道以東降為藍盾牌等級省道，因此排氣量250C.C.以下機車可由市道182號透過該交流道行駛台86線至台19甲線。但交流道以西為省道快速公路，僅限汽車及排氣量大於250C.C.以上之大型重機行駛。
|  | 16 歸仁 |  | 歸仁 關廟 |

## 外部連結
- 台86線歸仁交流道示意圖 （页面存档备份，存于）（交通部公路總局）